# Neskhons
Neskhons (... – ca. 981 a.C.) è stata una nobile egizia della Dinastia dei Primi Profeti di Amon.

## Biografia
Neskhons, fra le più importanti nobildonne del suo tempo, nacque da Smendes II (Primo Profeta di Amon dal 992 a.C. alla sua morte nel 990 a.C.) e da Takhentdjehutid. Andò in sposa al proprio zio paterno Pinedjem II, successore di Smendes II nel pontificato, al quale diede due figli, Tjanefer e Masaharta, e due figlie, Itawy e Nesitanebetashru: i loro nomi sono stati tramandati da una tavoletta di legno, recante formule magiche, posta nella sua tomba al fine di garantire il suo benessere nell'aldilà e per impedirle di fare del male al marito e ai figli. Ciò suggerisce che, al momento della sua morte, vi fossero dei problemi famigliari. 
Morì nel 5º anno di regno del faraone Siamon, ossia il 981 a.C. (o il 973 a.C. secondo differenti datazioni del regno).

## Mummia e sepoltura

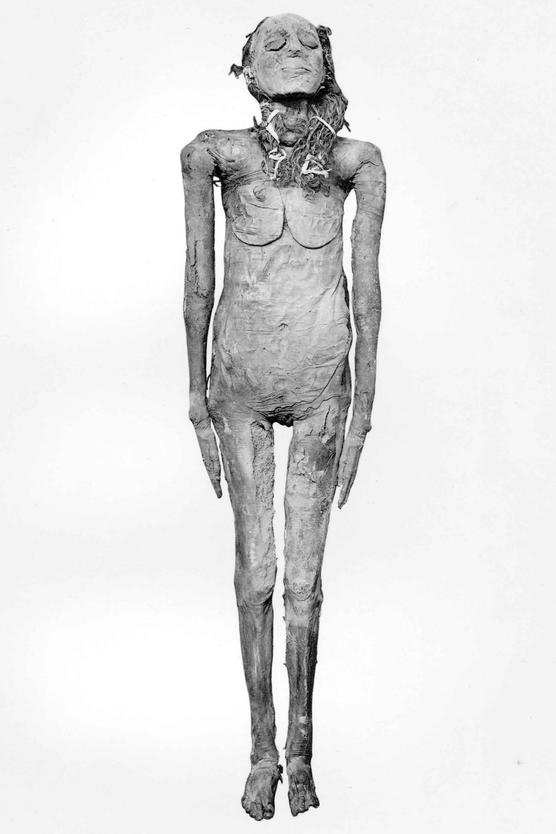
La mummia di Neskhons, fotografata da G. Elliot Smith (1912)

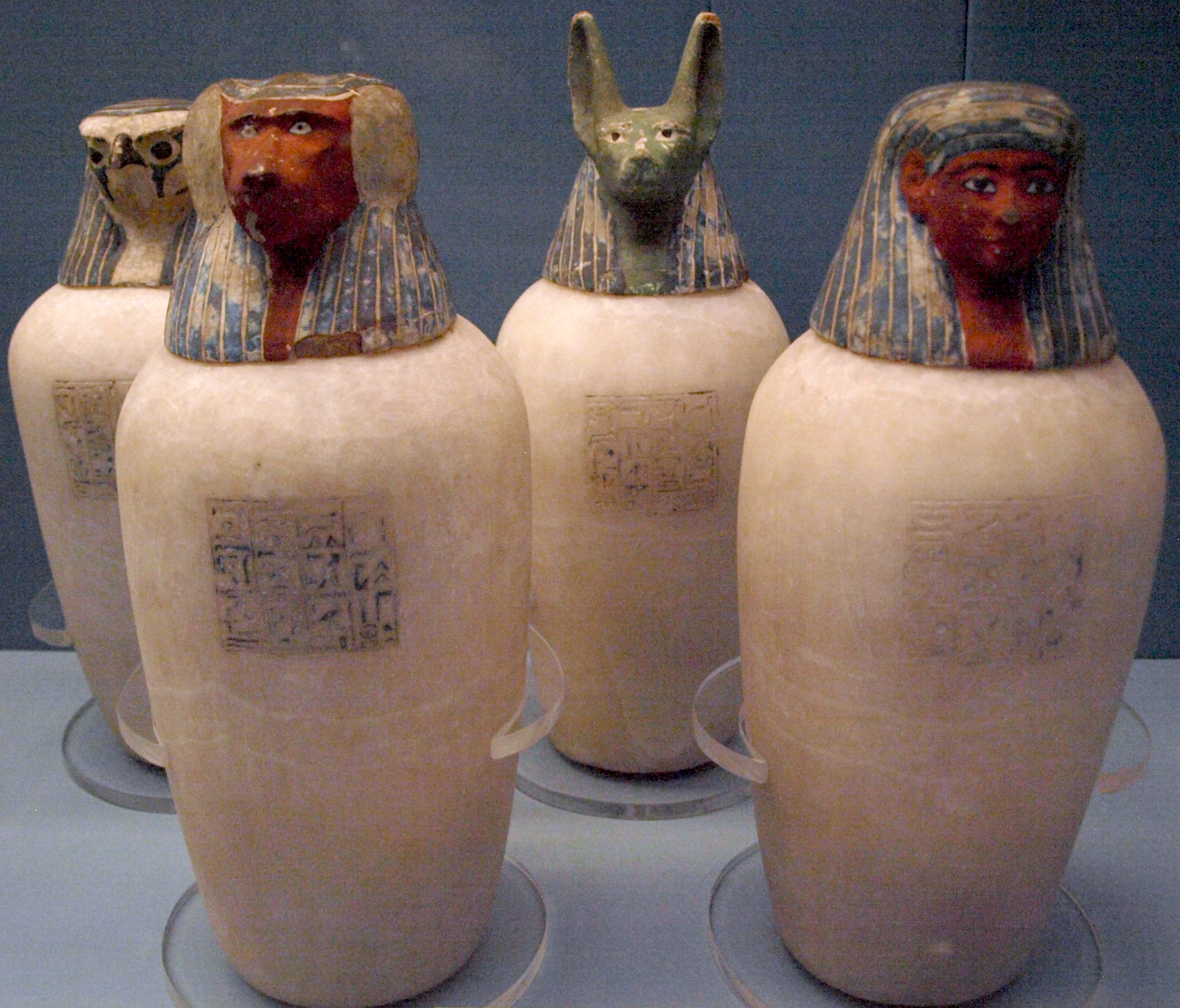
I vasi canopi di Neskhons. British Museum

Premorì al marito e la sua mummia fu collocata nella tomba DB320 presso Deir el-Bahari, dove la seguiranno Pinedjem II e altre decine di faraoni, regine, nobili e sacerdoti, e dove tutti saranno scoperti nel 1881. I suoi sarcofagi furono originariamente fabbricati per la sorella e prima moglie di Pinedjem, Isetemkheb; sia quello interno che esterno furono rinvenuti, ma uno era stato riciclato per la salma di re Ramesse IX. Non è chiaro se ella lo donò personalmente per contenere i resti del faraone o se ciò avvenne dopo la sua morte; la prima teoria pare avvalorata dal fatto che donò certamente bende per il restauro della mummia del sovrano, la seconda sembra suggerita dall'evidenza che la bara non fu riadattata in nessun modo per un defunto maschio e di rango reale. 
La mummia di Neskhons fu parzialmente sbendata da Gaston Maspero il 27 giugno 1886; vent'anni dopo l'anatomista G. Elliot Smith la sbendò completamente. Neskhons non aveva un solo capello grigio, probabilmente morì in giovane età; era alta poco più di 1 metro e 61. Secondo Smith, al momento della morte era incinta, o forse morì dando alla luce un figlio. 
Le decorazioni d'oro del feretro furono sottratte in epoca antica, mentre l'amuleto dello scarabeo, posto sul cuore, fu rubato dalla famiglia di tombaroli Abd-el-Rassul, ma fu poi recuperato e ora si trova al British Museum.